# 分身
分身（德語：Doppelgänger；「面貌极相似的人」，二重身，分身體，生魂）本意是指某一生者在二地同時出現，或由第三者目睹另一個自己的現象。該存在與本人長得一模一樣，但不限定為善或惡。民間傳說當自己見到自己的分身，代表「其人壽命將盡」。在歷史記載上，據說美國第16屆總統亞伯拉罕·林肯與日本作家芥川龍之介等名人曾經見過自己的分身。另一種說法是：罹患腦癌的病人喪失了自我認識的感覺，而會感受到好像有肉體以外的「另一個自己」存在。換句話說也可以想成是腦部發生某種功能障礙，死期將盡的人看到了分身，而出現「見到另一個自己的人將會不久於人世」這樣的說法。不過該說法仍然只是推測，因為有過「由第三者目擊到分身」的案例，與前述說法會有不合邏輯的部分。總體而言，分身大抵上被視為神秘學的現象。

## 其他
- 傳說中佛道教的神通者擁有分身。
- 傳說中忍者擁有製造多個分身的法術。

## 虛構作品
有關分身的題材經常在虛構作品中出現，其中有許多為了不良目的變身成特定人士或生物的描寫。

### 文學
- 陳玄祐的《離魂記》
- 布拉姆·斯托克的《德拉库拉》（Dracula）
- 弗拉基米爾·納博可夫的《羅莉塔》（Lolita）
- 陀思妥耶夫斯基小说《分身者（俄语：Двойник (повесть)）》（Двойник, 1846）
- 瑪麗·雪萊的《科學怪人》（Frankenstein）
- 愛倫·坡的《威廉·威爾遜》（William Wilson）
- 羅伯·路易斯·史蒂文生的《化身博士》（The Strange Case of Dr. Jekyll and Mr. Hyde）
- 奧斯卡·王爾德的《道林·格雷的肖像》（The Picture of Dorian Gray）
- 約翰·羅納德·魯埃爾·托爾金的《魔戒》（The Lord of the Rings）
- 史蒂芬·金的《黑暗之半》（The Dark Half）
- 保羅·奧斯特的《紐約三部曲》（The New York Trilogy）
- 馬歇爾·埃梅的《分身》（Le Passe-Muraille）
- 漢斯·海茲·愛華斯（英语：Hanns Heinz Ewers）的《布拉格大學生》（The Student of Prague）
- 選錄：海因里希·海涅詩
- 麥克·理察森（Michael Richardson）編《DOUBLE/DOUBLE》
- 山本文緒的《藍,或另一種藍》
- 东野圭吾的小说《分身》

### 電影
- 喬登·皮爾的《我們》（Us），2019。
- 安里麻里的《二重身/雙生靈》（/Bilocation），2014。
- 丹尼斯·維勒弗的《雙面危敵/世上另一個我/潛意識雙重人格》（Enemy），2013。
- 戴倫·艾洛諾夫斯基的《黑天鵝》 （Black Swan），2010。
- 史蒂芬·索德柏的《索拉里斯星》（Solaris），2002。
- 柴田一成執導、清水崇監修的《鏡中幽靈》（もうひとりいる），2002年。
- 大衛·林奇的《穆赫蘭大道》（Mulholland Dr.），2001。
- 《大開眼戒》（Eyes Wide Shut），1999。
- 《蛇眼》（Snake Eyes），1998。
- 史丹利·庫柏力克的《闪灵》（The Shining），1997。
- 丹尼·特乔的《生魂》 （Doppelganger），1993。
- 艾維·奈許的《生魂（英语：Doppelganger (1993 film)）》，1993。
- 大衛·柯能堡的《雙生兄弟》（Dead Ringers），1988。
- 克里斯多夫·奇士勞斯基的《兩生花》（La double vie de Véronique），1991。
- 布萊恩·狄·帕瑪的《替身》（Body Double），1984。
- 亞佛烈德·希區考克的《火車怪客》（Strangers on a Train），1951。
- 黑澤清的《分身奇譚》（ドッペルゲンガー）
- 林愛華的《安娜、安娜》（Anna & Anna）

### 電視劇
- 假面騎士KABUTO（仮面ライダーカブト）
  - 其中出現具有擬態成人類的能力的地球外生物Worm。
- 假面騎士AGITO（仮面ライダーアギト）
  - 當天蠍座排列成十字架形狀時，天蠍座的人會目睹和自己長得一樣的人，原因不明地接連自殺。
- 老爸老妈的浪漫史（How I Met Your Mother）
  - 曾经在不同场合出现过五个主角的分身。
- 吸血鬼日記（The Vampire Diaries）
  - Tatia Petrova﹑Katerina Petrova和Elena Gilbert互为分身。Amara Petrova為其千年未死去祖先。
- 雙璧傳說（台劇）
  - 在這個地球的某個角落，必然有一個長的跟你完全一樣卻無血緣關係的人；無論如何你們二人都不能碰面，一旦相識，法老王的處罰必定降臨……
- 日剧《分身》 改编自东野圭吾的小说分身。
- 台剧《终极系列》
  - 每个不同的时空当中都有个自己的分身例如金时空的汪大东，铁时空的夏天，银时空的孙策和铜时空的zack都是彼此的分身。
- 台剧《千金百分百》中林韦君饰演为莊飛揚（整形後）和周小姐（周醫生之亡女）两角。
- 台剧《戲說台灣新棺中產子》中許鈞鈞饰演为張美雲（前期）和陳玉卿（后期）两角。
- 八點檔
  - 《家和萬事興》李正男（整形后）/陳怡靜(Amy)
  - 《家和萬事興》陳逸蓓/長大的江小草
  - 《牽手》江詩詩/陸小凡
  - 《世間情》趙怡琇/朱卉喬
  - 《甘味人生》陳怡萱/江姜好，安晨希/陈亦媚
  - 《嫁妝》麥可/張建明
  - 《金家好媳婦》唐大宇/許英泰
  - 《多情城市》楊成皓/金髮男子
  - 《天之驕女》高仁美/楊小瑜
  - 《愛的荣耀》何愛嘉/張明月

### 動漫畫
- 火影忍者
- 靈異教師神眉（地獄先生ぬ～べ～）中的角色稻葉鄉子曾發生幽體剝離的二重身現像。
- 分身奇譚（ドッペルゲンガー）
- 伊藤润二漫画黑色诡局
- 黑神
- 真·女神轉生 惡魔之子中出現的無固定外型生物，但是能夠將外型變化成第一眼見到它『實體』的對象
- 超能力大戰中女主角夏娃專屬的特殊能力ドッペルゲンガー
- 天川天音的否定公式
- 庫洛魔法使中的「鏡」牌曾以女主角"另一個自己"的樣貌出現，劇中也有討論到分身論。
- 死神的使用說明書中第四章"分身日和"裡　女主角突然因不明原因而有的
- 哆啦a夢中有一種道具為一分為二刀，可把使用者分成二個人，但是體積會越分越小
- Keroro軍曹中其中一個角色Dororo懂得分身術
- 暗殺教室中的主角殺老師
- 全职猎人中的武斗家卡華石鬥郎，拥有分身的念能力
- ALDNOAH.ZERO第2期中的火星甲冑騎士ORTYGIA，固有能力為製造多個分身，而且其分身全都是真的。
- 怪談餐廳動畫第22集收錄實習教師出現分身現像的故事。
- 約會大作戰中時崎狂三透過天使［刻刻帝］可透過消耗自身時間製造過去的自己並維持其存在
- 某科學的超電磁炮T中的操歯涼子曾將自身一分為二，創造出與自己外貌相同的分身。
- Another

### 遊戲
- 科樂美《惡魔城》系列
- Capcom
- 《魔導物語》、《ぷよぷよ～ん》的分身角色
- 的假主角
- ASCII的RPG冒險遊戲《moon》
- 《仙境傳說》的MVP頭目－－死靈
- 《.hack//G.U.》破關後
- 《11eyes -罪與罰與贖的少女-》
- ATLUS《真．女神轉生》系列
- 《瑪奇》G10 光與影的Boss
- 《Metal Gear Solid 4: Guns of the Patriots》Boss戰中Liquid Ocelot
- 《Devil May Cry 3》中M17的Boss
- 《东方凭依华》的宇佐见堇子
- 《Fate/Grand Order》的Assassin从者燕青

## 延伸閱讀

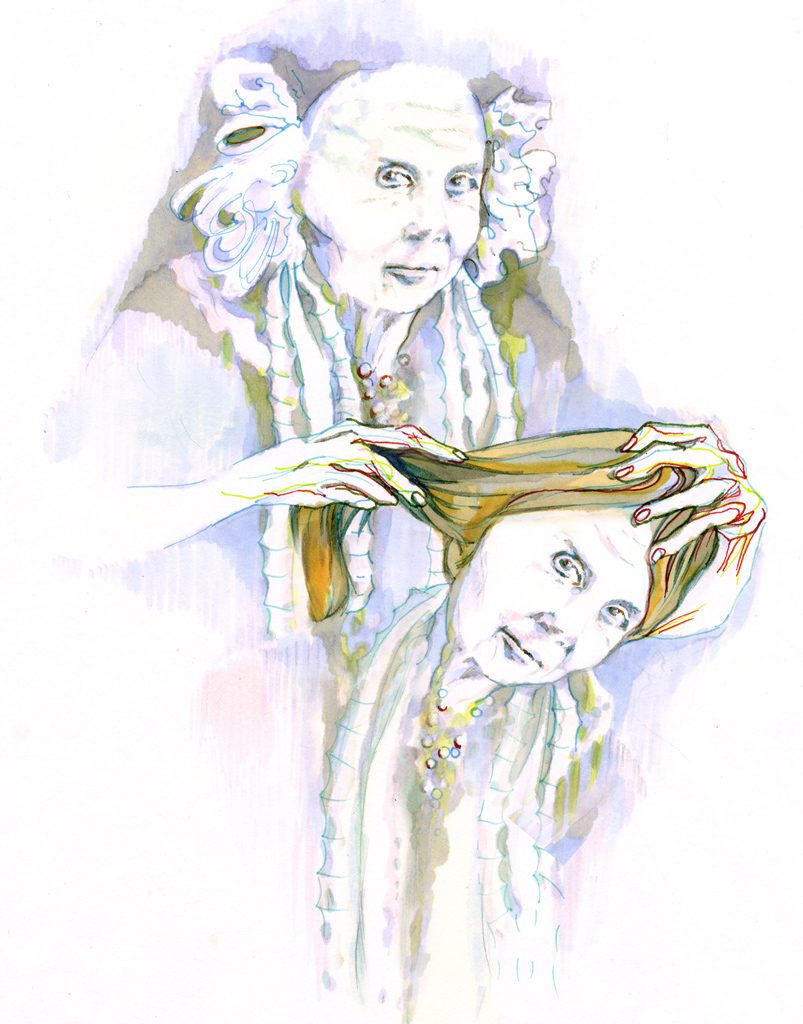
分身

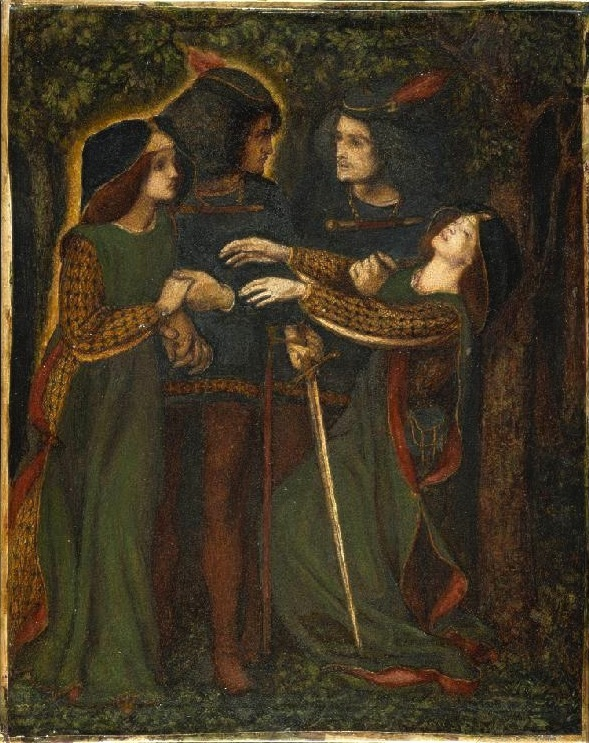
但丁·加百列·羅塞蒂，〈他們是怎麼認識自己！〉，水彩畫，1864年

- Brugger, P; Regard, M; Landis, T. (1996). Unilaterally Felt ‘‘Presences’’: The Neuropsychiatry of One’s Invisible Doppelgänger. Neuropsychiatry, Neuropsychology, and Behavioral Neurology 9: 114-122.
- Keppler, C. F. (1972). The Literature of the Second Self. University of Arizona Press.
- Maack, L. H; Mullen, P. E. (1983). The Doppelgänger, Disintegration and Death: A Case Report. Psychological Medicine 13: 651-654.
- Miller, K. (1985). Doubles: Studies in Literary History. Oxford University Press.
- Rank, O. (1971, originally published in German, Der Doppelgänger, 1914). The Double: A Psychoanalytic Study. The University of North Carolina Press.
- Reed, G. F. (1987). Doppelgänger. In Gregory R. L. The Oxford Companion to the Mind. Oxford University Press. pp. 200–201.
- Todd, J; Dewhurst, K. (1962). The Significance of the Doppelgänger (Hallucinatory Double) in Folklore and Neuropsychiatry. Practitioner 188: 377-382.
- Todd, J; Dewhurst, K. (1955). The Double: Its Psycho-Pathology and Psycho-Physiology. Journal of Nervous and Mental Disease 122: 47-55.

## 外部連結
- Grimm's Saga No. 260 in which a Doppelgaenger appears as Married Woman
- Prometheus Unbound: Text at Barbleby.com （页面存档备份，存于）